# Ryan Rossiter
Ryan Francis Rossiter (ur. 14 września 1989 w  Nowym Jorku) – amerykański koszykarz, występujący na pozycji silnego skrzydłowego, posiadający także japońskie obywatelstwo (od grudnia 2019), obecnie zawodnik Utsunomiya Brex.

## Osiągnięcia
Stan na 24 stycznia 2020, na podstawie, o ile nie zaznaczono inaczej.
NCAA
- Uczestnik rozgrywek:
  - II rundy turnieju NCAA (2008, 2009)
  - turnieju:
    - NCAA (2008–2010)
    - Portsmouth Invitational Tournament (2011)
- Mistrz: 
  - sezonu regularnego konferencji Metro Atlantic Athletic (2008–2010)
  - turnieju MAAC (2008–2010)
- Koszykarz roku MAAC (2011)[3]
- Zaliczony do:
  - I składu:
    - MAAC (2010, 2011)
    - turnieju MAAC (2010)
- Lider konferencji MAAC w:
  - średniej:
    - punktów (18,7 – 2011)
    - zbiórek (2010 – 11,1, 2011 – 13,2)
    - minut (2011 – 37,4)

  - liczbie:
    - zbiórek (2010 – 379, 2011 – 408)
    - celnych rzutów wolnych (2011 – 166)
    - oddanych rzutów z gry (2011 – 440)

  - skuteczności rzutów:
    - z gry (2010 – 57,1%)
    - za 2 punkty (2009 – 62,8%)

Drużynowe
- Mistrz Japonii (2017)

Indywidualne
- MVP ligi japońskiej (2016)
- Zaliczony do I składu ligi japońskiej (2016)
- Lider ligi japońskiej w zbiórkach (2017)
- Uczestnik meczu gwiazd ligi japońskiej (2016, 2017)